# 오타 고스케
오타 고스케(일본어: 太田 宏介, 1987년 7월 23일 ~ )는 일본의 축구 선수이다.

## 구단 경력
그는 2006년부터 2023년까지 J리그의 요코하마 FC, 시미즈 에스펄스, FC 도쿄, 나고야 그램퍼스, FC 마치다 젤비아에서 활동하였다.

## 국가대표팀 경력
그는 2007년 FIFA U-20 월드컵에 참가할 일본 U-20 국가대표팀에 발탁되었으며, 1경기에 출전했다.
2010년 AFC 아시안컵 예선에 참가할 일본 국가대표팀에 발탁되었으며, 1월 6일 예멘와의 경기에서 데뷔했다. 2015년 AFC 아시안컵, 2015년 EAFF 동아시안컵에도 출전했다. 그는 2015년까지 국제 A매치 통산 7경기에 출전했다.

## 통계
| 일본 | 일본 | 일본 |
| 연도 | 출전 | 득점 |
| ---- | ---- | ---- |
| 2010 | 1    | 0    |
| 2011 | 0    | 0    |
| 2012 | 0    | 0    |
| 2013 | 0    | 0    |
| 2014 | 3    | 0    |
| 2015 | 3    | 0    |
| 통산 | 7    | 0    |